# Monju, au service de la justice
Monju, au service de la justice (正義警官モンジュ, Seigi Keikan Monju) est un seinen manga de Hiroki Miyashita. Il a été prépublié entre décembre 2004 et juillet 2011 dans le magazine Monthly Sunday Gene-X et a été compilé en un total de douze volumes. La version française est éditée en intégralité par Kana dans la collection Big Kana.

## Synopsis
Monju est le prototype d'une série de robots policiers élaborés par la police japonaise. À la suite d'un défaut de fabrication, tous les robots ont été retirés de la circulation, à part Monju, qui ne souffre pas de déficience technique apparente. Cependant, ce robot intelligent, doté d'un sens de la justice un peu trop poussé et d’un caractère un brin impulsif n'hésite pas à utiliser les grands moyens quand il s'agit de réprimer le crime… Peu importe alors la gravité de l’infraction.
Pour cette raison, il est contraint de quitter Tokyo et est muté au poste de police d’une petite ville de province. Monju y fait la connaissance de son collègue, un jeune policier obsédé par les filles (avec lesquelles il n'a aucun succès) et par la perte de ses cheveux. Ce duo a priori mal assorti finira finalement par bien s'entendre et se lancera dans des enquêtes en tout genre.

## Liste des volumes
| no | Japonais          | Japonais          | Français          | Français          |
| no | Date de sortie    | ISBN              | Date de sortie    | ISBN              |
| -- | ----------------- | ----------------- | ----------------- | ----------------- |
| 1  | 16 octobre 2005   | 4-09-157371-1     | 29 août 2008      | 978-2-5050-0215-4 |
| 2  | 19 mai 2006       | 4-09-157050-X     | 17 octobre 2008   | 978-2-5050-0435-6 |
| 3  | 19 octobre 2006   | 4-09-157067-4     | 5 décembre 2008   | 978-2-5050-0415-8 |
| 4  | 19 juillet 2007   | 978-4-09-157100-7 | 17 avril 2009     | 978-2-5050-0554-4 |
| 5  | 19 mars 2008      | 978-4-09-157127-4 | 21 août 2009      | 978-2-5050-0667-1 |
| 6  | 17 octobre 2008   | 978-4-09-157152-6 | 8 janvier 2010    | 978-2-5050-0786-9 |
| 7  | 19 mars 2009      | 978-4-09-157170-0 | 20 août 2010      | 978-2-5050-0865-1 |
| 8  | 19 septembre 2009 | 978-4-09-157186-1 | 5 février 2011    | 978-2-5050-1050-0 |
| 9  | 19 mars 2010      | 978-4-09-157208-0 | 23 septembre 2011 | 978-2-5050-1235-1 |
| 10 | 17 juillet 2010   | 978-4-09-157225-7 | 20 janvier 2012   | 978-2-5050-1404-1 |
| 11 | 18 février 2011   | 978-4-09-157257-8 | 24 août 2012      | 978-2-5050-1525-3 |
| 12 | 17 septembre 2011 | 978-4-09-157290-5 | 1er février 2013  | 978-2-5050-1585-7 |